# Florentino Floro
Florentino V. Floro, Jr. (nacido el 5 de noviembre de 1953 en Manila) es un ex juez filipino que alcanzó notoriedad después de ser suspendido del poder judicial filipino en 2006 debido a una enfermedad mental. Floro hizo varias declaraciones de que era psíquico y afirmó comunicarse con frecuencia con duendes invisibles, un tipo de enano común en la mitología latinoamericana (y filipina).

## Biografía
Florentino V. Floro, Jr. nació en Manila, Filipinas el 5 de noviembre de 1953, el mayor de cinco hermanos, sus padres son Florentino Carreón Floro y Milagros Geronimo Velásquez. La educación primaria de Floro fue a cargo de las Religiosas de la Virgen María, que se graduó de la escuela secundaria en 1969 en la ciudad de Valenzuela. Inicialmente preparándose para ser sacerdote, ingresó al seminario en 1965, dejando el sacerdocio para ingresar a la abogacía. De 1970 a 1974, Floro asistió a las Escuelas Loyola de la Universidad Adamson y la Universidad Ateneo de Manila, donde obtuvo una licenciatura en filosofía y teología. Floro obtuvo una licenciatura en derecho de la Facultad de Derecho de Ateneo y se ubicó en el puesto 12 en los exámenes de la barra de Filipinas de 1983 con una calificación de 87,55 por ciento.

## Carrera judicial
En 1995, Floro se postuló para el Consejo Judicial y de Abogados, pero fue rechazado para el tribunal después de no aprobar el examen psicológico obligatorio de la Corte Suprema de Filipinas. Los Servicios Clínicos de la Corte Suprema encontraron "evidencia de desintegración del ego" y "proceso psicótico en desarrollo", y Floro retiró voluntariamente su solicitud. Floro volvió a aplicar en 1998, nuevamente con una evaluación negativa. Debido a su impresionante rendimiento académico, se le permitió presentar una segunda opinión psiquiátrica más favorable de médicos privados. Cuando cumplió 45 años, Floro fue nombrado juez de un tribunal de primera instancia regional en la región de Metro Manila de la capital (el más joven jamás nombrado) y comenzó a trabajar en noviembre de 1998. Floro dijo que su misión era eliminar la corrupción del sistema legal filipino. En marzo del año siguiente, Floro solicitó que se realizara una auditoría, que resultó en un informe del 13 de julio a un administrador judicial que recomendó que el informe se considerara una denuncia contra Floro y que se le hiciera otro examen psiquiátrico. El 20 de julio de 1999 Floro fue puesto en suspensión preventiva durante la investigación en su contra, por diversas razones, entre ellas:
- Violar una variedad de reglas que rigen la conducta judicial, incluida la circulación de una tarjeta de presentación que contenga declaraciones de autocomplacencia y el anuncio de sus calificaciones en la corte
- declaraciones en causas penales por parte del acusado
- tener una práctica de derecho privado mientras es juez
- tener audiencias sin la presencia de un fiscal
- ordenar exámenes mentales y físicos de un acusado sobre las objeciones de un fiscal por motivos injustificados

La investigación resultó en 13 cargos. En marzo de 2001, la Corte Suprema revisó un informe que incorporaba hallazgos psiquiátricos y psicológicos de múltiples médicos que juzgaron que las pruebas estaban fundamentadas y recomendó que Floro fuera declarado incapaz de ser juez, con efecto inmediato. Durante los siguientes años (en parte demorados debido a las tácticas dilatorias de Floro), la Corte Suprema llevó a cabo una investigación y finalmente dictó una decisión unánime de que Floro fuera destituido del estrado. El tribunal no dictaminó que Floro estuviera loco, pero sufrió una psicosis que afectó su juicio.

### Reclamaciones
Mientras se desempeñaba como juez, Floro hizo una serie de reclamos, que incluyen:
- Siendo el quinto mejor psíquico del país.
- Siendo el "ángel de la muerte" y capaz de causar dolor y enfermedad a quienes comparecieron ante él en la corte.
- Tener la capacidad de aparecer en múltiples ubicaciones al mismo tiempo.
- Ser ayudado en la corte por tres duendes (enanos que se encuentran en el folclore filipino) llamados Luis, Armand y Angel.
- Tener poderes curativos, que afirmó usar para ayudar a las personas en sus habitaciones durante los descansos.[9][10][11]

Los viernes, Floro se cambiaba de su tradicional túnica azul a negro, que según él le ayudaba a recargar sus poderes psíquicos. Las afirmaciones de Floro atrajeron la atención mundial.

### Juicio
Luego de 68 meses de suspensión, el 7 de abril de 2006 la Corte Suprema multó a Floro con 40.000 pesos y lo destituyó de su cargo con tres años de atrasos, dietas y prestaciones. El tribunal no encontró a Floro culpable de mala conducta grave o corrupción, pero sí encontró que su salud mental indicaba "una gran deficiencia en competencia e independencia". A Floro tampoco se le prohibió la aplicación o el ingreso a los servicios gubernamentales que no requieren la administración de justicia.

## Apelaciones
En mayo de 2006 Floro presentó una moción para anular la sentencia en su contra, la cual fue denegada. Posteriormente Floro interpuso otros tres recursos de inadmisibilidad de las pruebas presentadas en su contra en forma de evaluaciones psiquiátricas, y argumentó que no debería ser despedido por sus creencias. El tribunal enfatizó que su decisión no tenía nada que ver con las creencias de Floro en duendes o la validez de esa creencia, pero permitirle continuar como juez perjudicaría la confianza pública en el poder judicial como guardián de la ley.
A pesar de una directiva de no presentar más apelaciones, Floro presentó varios alegatos más. El 3 de noviembre de 2006, Floro presentó su segunda apelación y una moción para limpiar el poder judicial, acompañando la moción con una declaración de que usaría a sus tres enanos para infligir enfermedades a los jueces actuales, rezando para que su maldición funcionara todos los viernes. Floro afirmó que fue despedido debido a su creencia en lo paranormal.
El 12 de julio de 2007, los magistrados de la Corte Suprema ordenaron a Floro que dejara de solicitar una revisión de su caso indicando que no tenía motivos para revertir su desestimación y emitieron una advertencia de que podría ser considerado responsable por desacato al tribunal si continuaba.
El 3 de febrero de 2010 Floro presentó su propia nominación para el cargo de presidente de la Corte Suprema de Justicia, que el entonces titular Reynato Puno dejó vacante tras su retiro el 17 de mayo. Sin embargo, el alto tribunal lo excluyó de la lista de nominados el 8 de febrero. citando su orden de inhabilitación anterior. Se nominó a sí mismo una vez más durante la selección de 2012 de un presidente del Tribunal Supremo de reemplazo para Renato Corona, pero quedó fuera junto con otras tres personas de la lista final de nominados el 7 de julio de 2012.